# Lovro Dobričević
Lovro Marinov Dobričević o Lorenzo Bon, Lorenzo di Marino da Cattaro (c. 1420, a Kotor, República de Venècia (actual Montenegro) – 1478, a Ragusa, (ara Dubrovnik a Croàcia) va ser un pintor venecià de Kotor Va estudiar art a Venècia abans de tornar a Ragusa (l'actual Dubrovnik) per treballar. Va començar a pintar per primera vegada al monestir ortodox serbi Savina a Zeta i al Despotat serbi (avui Montenegro) a mitjans del segle XV. Així mateix, les seves pintures encara es poden veure tant als monestirs dominics com als franciscans de la ciutat de Ragusa; un dels seus retaules encara es pot veure en una església de Slano. Va formar part d'un grup anomenat Escola de Pintura Ragusana que incloïa Blaž Jurjev Trogiranin, Jovan Ugrinović, Mihajlo Hamzić (Michael Joannis Theutonici) i Nikola Božidarević (Nicolò Raguseo). Es van especialitzar en la pintura d'icones i iconostasis tant per a esglésies com per monestirs de l'Església Ortodoxa Sèrbia a Montenegro i Bòsnia-Hercegovina, i Políptics de la tradició de l'Església Romana a Ragusa.

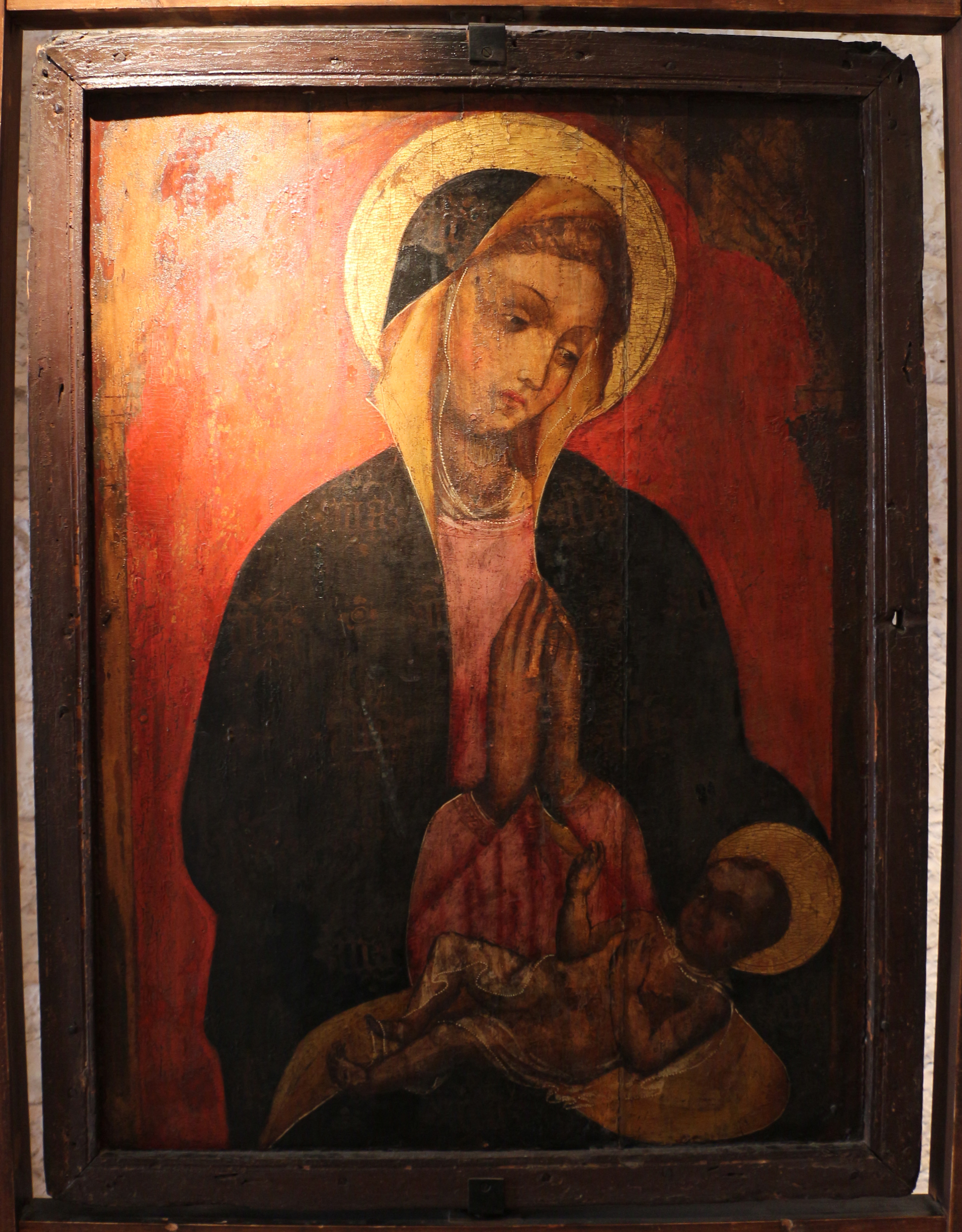
Mare de Déu amb el nen
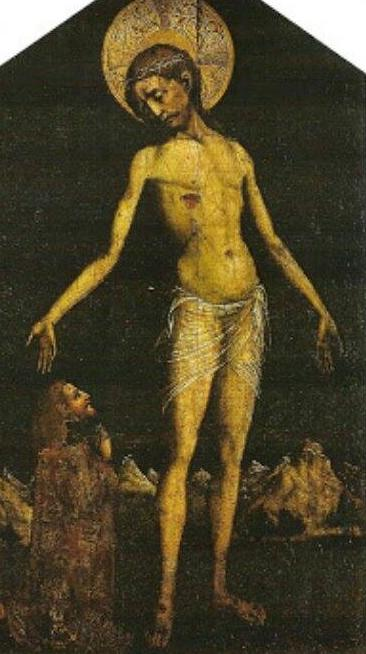
Donador i Crist, 1461
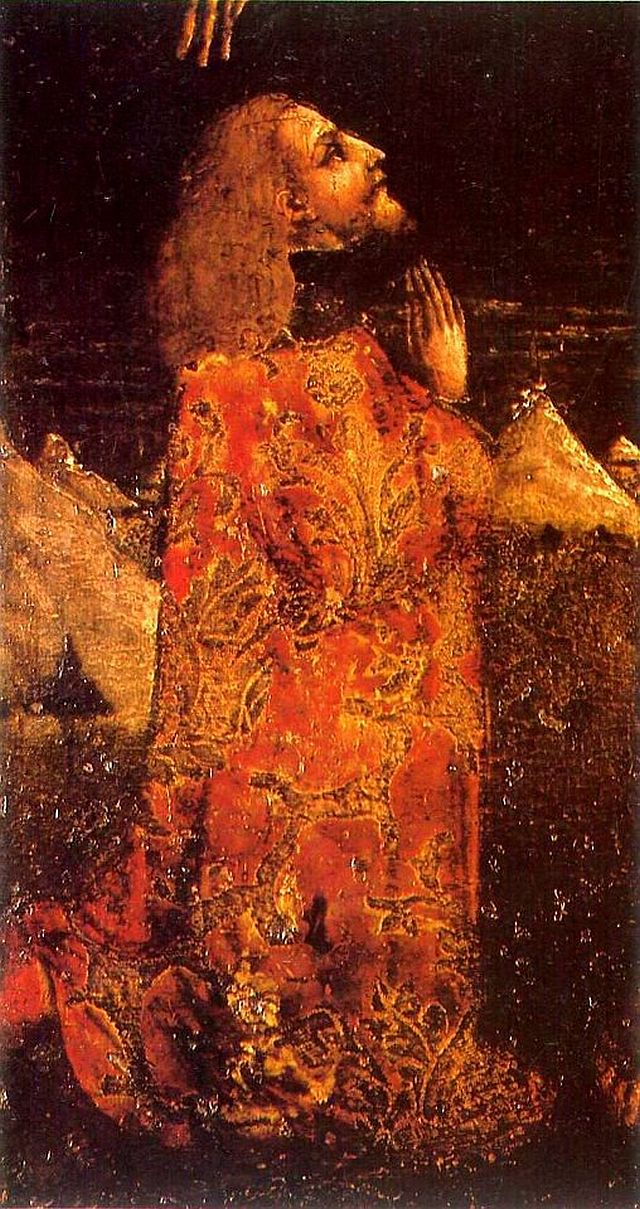
Detall del rei Stjepan Tomašević de Donador i Crist
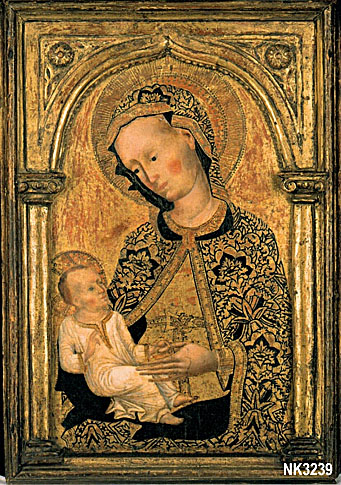
Mare de Déu i el Nen